# Instituto Hidrográfico del Reino Unido
El Instituto Hidrográfico del Reino Unido (en inglés: United Kingdom Hydrographic Office o UKHO) se encuentra ubicada en Taunton, Somerset, Inglaterra. Tiene contratados unos 1000 empleados dedicados a proporcionar datos hidrográficos y geoespaciales a navegantes y organizaciones marítimas de todo el mundo. Forman parte del Ministerio de Defensa (MOD).

## Trabajo
Se encargan de apoyar a la Marina Real británica y otras instituciones relacionadas con la defensa, para ofrecer seguridad en el mar (SOLAS). Ayudan a proteger el medio ambiente marino y junto a la Organización Hidrográfica Internacional (OHI) establecen los estándares globales de hidrografía, cartografía y navegación.